# Andreu Escuder

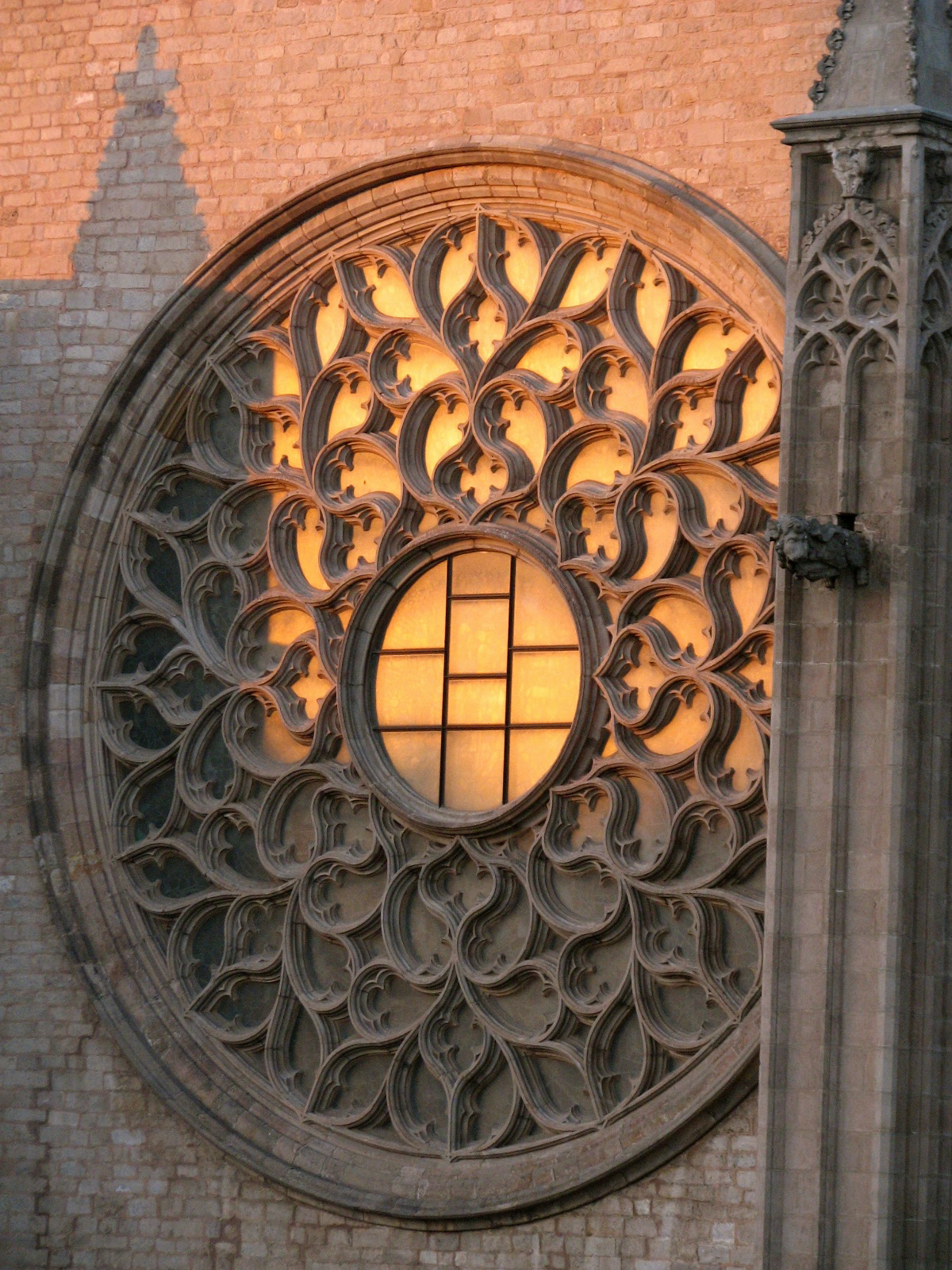
Rosassa de Santa Maria del Mar.

Andreu Escuder va ser un mestre d'obres català del segle xv.
Arquitecte actiu a Barcelona, va ser nomenat mestre major d'obres de la catedral de Barcelona el dia 1 de març de 1442, com a successor de Bartomeu Gual. Sota el seu mestratge es van realitzar la sala capitular, el cor i principalment al claustre.
El terratrèmol ocorregut a Barcelona l'any 1428, va destruir la rosassa de l'església de Santa Maria del Mar. El 1448, Escuder en va acabar la reconstrucció. Anys més tard altres mestres d'obres acabarien l'obra.
Va renunciar al càrrec l'any 1463, i va cedir el lloc al seu nebot Bartomeu Mas, que va ser nomenat mestre major el 21 de juliol del mateix any.